# Emowo
Emowo [pronunciación en polaco: /ɛˈmɔvɔ/] es un pueblo ubicado en el distrito administrativo de Gmina Przasnysz, dentro del Condado de Przasnysz, Voivodato de Mazovia, en el este de Polonia central.  Se encuentra aproximadamente a 8 kilómetros al sureste de Przasnysz y a 84 kilómetros al norte de Varsovia.